# مركب حلقي غير متجانس

البيريدين من المركبات الحلقية غير المتجانسة

المركبات الحلقية غير المتجانسة أو حلقة غير متماثلة هي مركبات حلقية تحتوي على ذرات لعنصرين كيميائيين مختلفين على الأقل في الحلقة العطرية. إذن تتكون من بناء حلقي كالموجود في البنزين والمركبات العطرية، أو الهيدروكربونات العطرية، ولكن يوجد في بناء هذه الحلقات ذرات أخرى غير الكربون، مثل الكبريت أو الأكسجين أو النيتروجين. ومثال لهذا المركبات البيريدين (C5H5N) والبيريميدين (C4H4N2).
ويجب ملاحظة أن كلا من حلقي البروبان (مخدر ويمتاز بقدرته على الانفجار) وحلقي الهكسان (مذيب) مثلا ليسا من المركبات الحلقية غير المتجانسة.

## اقرأ أيضًا
- أزيرين
- إيميدازوليدين